# 蘇里南直線脂鯉
蘇里南直線脂鯉，為輻鰭魚綱脂鯉目脂鯉亞目脂鯉科的其中一個種，為熱帶淡水魚，分布於南美洲蘇利南河、薩拉馬卡河、奧亞河、錫納馬里河、孔泰河等流域，體長可達10公分，棲息在底中層水域，生活習性不明。
种名 surinamensis 意为“苏里南的”。